# Vieille-Église-en-Yvelines
 Vieille-Église-en-Yvelines  es una población y comuna francesa, ubicada en la región de Isla de Francia, departamento de Yvelines, en el distrito de Rambouillet y cantón de Rambouillet.

## Demografía
| 560 | 595 | 674 | 746 | 735 | 742 |
| Para los censos de 1962 a 1999 la población legal corresponde a la población sin duplicidades (Fuente: INSEE [Consultar]) |     |     |     |     |     |